# Shimazu Tadanaga
Shimazu Tadanaga ou Shimazu Tadatake [島津忠長] (1551-1610) foi um samurai do Período Sengoku. Era primo e conselheiro de  Shimazu Yoshihiro. 
Tadanaga lutou nas batalhas de seu primo e também era um comandante do Exército na Batalha de Sekigahara em 1600. Ele tinha uma filha que era esposa de Shimazu Toyohisa.